# Unione Sportiva Cremonese 1993-1994
Questa voce raccoglie le informazioni riguardanti l'Unione Sportiva Cremonese nelle competizioni ufficiali della stagione 1993-1994.

## Stagione

Tentoni realizza il 3-0 nel derby del Po contro il, il 5 dicembre 1993, gara poi finita 4-0.

La stagione 1993-94 per la Cremonese ha finalmente voluto dire, permanenza in Serie A con 32 punti e l'undicesimo posto in classifica, il torneo ha assegnato lo scudetto al Milan con 50 punti e retrocesso in Serie B il Piacenza, l'Udinese, l'Atalanta e il Lecce. La squadra grigiorossa di Luigi Simoni si conquista la salvezza con un atteggiamento grintoso, ne è la dimostrazione la penultima di campionato, sul campo di Udine, la Cremonese va sotto (3-0) con un rigore fallito da Maspero, tutto sembra perduto, ma tira fuori l'orgoglio e negli ultimi venticinque minuti pareggia (3-3), la matematica certezza arriva qualche giorno dopo, il venerdì sera, quando il Piacenza pareggia a Parma nell'anticipo dell'ultima giornata. Con pieno merito la Cremonese resta in Serie A. Dopo aver segnato a raffica in Serie B, Andrea Tentoni si conferma anche nella massima serie, realizzando 12 reti, uno in Coppa Italia e 11 in campionato. Nella Coppa Italia subito fuori nel secondo turno per mano del Brescia.

## Rosa
| N. |                   | Ruolo | Calciatore                  |
| -- | ----------------- | ----- | --------------------------- |
|    | Italia (bandiera) | P     | Alessandro Mannini          |
|    | Italia (bandiera) | P     | Luigi Turci                 |
|    | Italia (bandiera) | P     | Stefano Razzetti            |
|    | Italia (bandiera) | D     | Alessandro Pedroni          |
|    | Italia (bandiera) | D     | Luigi Gualco                |
|    | Italia (bandiera) | D     | Davide Lucarelli            |
|    | Italia (bandiera) | D     | Francesco Colonnese         |
|    | Italia (bandiera) | D     | Corrado Verdelli            |
|    | Italia (bandiera) | D     | Alfredo Bassani             |
|    | Italia (bandiera) | D     | Mario Montorfano (capitano) |
|    | Italia (bandiera) | D     | Marco Pedretti              |
|    | Italia (bandiera) | C     | Riccardo Castagna           |
|    | Italia (bandiera) | C     | Manolo Guindani             |

| N. |                      | Ruolo | Calciatore          |
| -- | -------------------- | ----- | ------------------- |
|    | Italia (bandiera)    | C     | Riccardo Maspero    |
|    | Italia (bandiera)    | C     | Vanni Pessotto      |
|    | Italia (bandiera)    | C     | Stefano De Agostini |
|    | Italia (bandiera)    | C     | Ettore Ferraroni    |
|    | Italia (bandiera)    | C     | Alessio Pirri       |
|    | Italia (bandiera)    | C     | Gianni Cristiani    |
|    | Italia (bandiera)    | C     | Eligio Nicolini     |
|    | Argentina (bandiera) | A     | Gustavo Dezotti     |
|    | Slovenia (bandiera)  | A     | Matjaž Florijančič  |
|    | Italia (bandiera)    | A     | Marco Giandebiaggi  |
|    | Italia (bandiera)    | A     | Andrea Tentoni      |
|    | Italia (bandiera)    | A     | Ferdinando Turi     |

## Risultati

### Serie A

#### Girone di andata
| Arbitro: | Arena (Ercolano) |

|           |           |  |
| Möller 5’ | Marcatori |  |

| Arbitro: | Stafoggia (Pesaro) |

|                     |           |  |
| A. Tentoni 38’, 78’ | Marcatori |  |

| Arbitro: | Bazzoli (Merano) |

|                            |           |                  |
| Bergkamp 19’ Schillaci 81’ | Marcatori | 53’ (aut.) Festa |

| Arbitro: | Collina (Viareggio) |

|              |           |  |
| Nicolini 19’ | Marcatori |  |

| Bergamo 19 settembre 1993 5ª giornata | Atalanta        | 0 – 0 referto | Cremonese | Stadio Comunale\| Arbitro: \| Cesari (Genova) \| |
| Arbitro:                              | Cesari (Genova) |               |           |                                                  |

| Arbitro: | Pairetto (Nichelino) |

|  |           |                     |
|  | Marcatori | 9’ Papin 20’ Simone |

| Arbitro: | Quartuccio (Torre Annunziata) |

|                  |           |                                   |
| S. Benedetti 49’ | Marcatori | 30’ (rig.) Dezotti 74’ A. Tentoni |

| Cremona 17 ottobre 1993 8ª giornata | Cremonese       | 0 – 0 referto | Parma | Stadio Giovanni Zini\| Arbitro: \| Nicchi (Arezzo) \| |
| Arbitro:                            | Nicchi (Arezzo) |               |       |                                                       |

| Arbitro: | Bettin (Padova) |

|                                      |           |                 |
| Pedroni 1’ Gualco 45’ A. Tentoni 83’ | Marcatori | 48’ Dely Valdés |

| Arbitro: | Pellegrino (Barcellona Pozzo di Gotto) |

|               |           |             |
| Kolyvanov 58’ | Marcatori | 72’ Dezotti |

| Arbitro: | Trentalange (Torino) |

|                            |           |              |
| Dezotti 43’ A. Tentoni 82’ | Marcatori | 33’ O. Russo |

| Arbitro: | Baldas (Trieste) |

|                      |           |  |
| Futre 61’ Mateut 89’ | Marcatori |  |

| Arbitro: | Rosica (Roma) |

|                                  |           |             |
| Platt 36’ Gullit 67’, 89’ (rig.) | Marcatori | 45’ Dezotti |

| Arbitro: | Cardona (Milano) |

|                                                        |           |  |
| A. Tentoni 18’, 54’ Dezotti 44’ (rig.) Florijancic 81’ | Marcatori |  |

| Arbitro: | Racalbuto (Gallarate) |

|             |           |                |
| Silenzi 67’ | Marcatori | 90’ A. Tentoni |

| Arbitro: | Brignoccoli (Ancona) |

|                  |           |                   |
| Giandebiaggi 16’ | Marcatori | 20’ (rig.) Branca |

| Arbitro: | P. Rodomonti (Teramo) |

|             |           |  |
| Galante 11’ | Marcatori |  |

#### Girone di ritorno
| Arbitro: | Cinciripini (Ascoli Piceno) |

|                  |           |               |
| Giandebiaggi 43’ | Marcatori | 25’ R. Baggio |

| Arbitro: | Collina (Viareggio) |

|                        |           |            |
| Fonseca 4’, 12’ (rig.) | Marcatori | 80’ Gualco |

| Arbitro: | Boggi (Salerno) |

|            |           |                                       |
| Gualco 51’ | Marcatori | 21’, 26’ Jonk 42’ A. Paganin 81’ Sosa |

| Arbitro: | Bettin (Padova) |

|                                            |           |                                  |
| Cravero 16’ Casiraghi 35’ Signori 66’, 75’ | Marcatori | 24’ Cristiani 90’ (aut.) Bergodi |

| Arbitro: | Braschi (Prato) |

|                                |           |  |
| Montero 68’ (aut.) Maspero 78’ | Marcatori |  |

| Arbitro: | Quartuccio (Torre Annunziata) |

|            |           |  |
| Simone 63’ | Marcatori |  |

| Arbitro: | Bazzoli (Merano) |

|                    |           |          |
| Maspero 33’ (rig.) | Marcatori | 9’ Balbo |

| Arbitro: | Ceccarini (Livorno) |

|                              |           |             |
| A. Melli 57’ Zola 85’ (rig.) | Marcatori | 62’ Maspero |

| Cagliari 6 marzo 1994 26ª giornata | Cagliari                               | 0 – 0 referto | Cremonese | Stadio Sant'Elia\| Arbitro: \| Pellegrino (Barcellona Pozzo di Gotto) \| |
| Arbitro:                           | Pellegrino (Barcellona Pozzo di Gotto) |               |           |                                                                          |

| Arbitro: | Nicchi (Arezzo) |

|                            |           |  |
| A. Tentoni 55’ Maspero 69’ | Marcatori |  |

| Arbitro: | Boggi (Salerno) |

|                         |           |                                                              |
| Baldieri 42’ Gerson 70’ | Marcatori | 13’ (rig.), 55’ Maspero 75’ (aut.) Padalino 90’ Giandebiaggi |

| Arbitro: | Baldas (Trieste) |

|                  |           |              |
| Giandebiaggi 70’ | Marcatori | 25’ Padovano |

| Cremona 2 aprile 1994 30ª giornata | Cremonese          | 0 – 0 referto | Sampdoria | Stadio Giovanni Zini\| Arbitro: \| Rodomonti (Teramo) \| |
| Arbitro:                           | Rodomonti (Teramo) |               |           |                                                          |

| Arbitro: | Trentalange (Torino) |

|              |           |            |
| De Vitis 40’ | Marcatori | 76’ Gualco |

| Arbitro: | Stafoggia (Pesaro) |

|                     |           |          |
| Venturin 16’ (aut.) | Marcatori | 9’ Sordo |

| Arbitro: | Pairetto (Nichelino) |

|                                 |           |                                 |
| Borgonovo 14’, 47’ Rossitto 24’ | Marcatori | 67’ Pedroni 80’, 84’ A. Tentoni |

| Arbitro: | Pellegrino (Barcellona Pozzo di Gotto) |

|             |           |               |
| Dezotti 22’ | Marcatori | 54’ Signorini |

## Coppa Italia
| Arbitro: | Luci (Firenze) |

|                         |           |                                   |
| Lerda 4’ Ambrosetti 67’ | Marcatori | 32’ (aut.) Ziliani 53’ A. Tentoni |

| Arbitro: | Cardona (Milano) |

|  |           |                   |
|  | Marcatori | 50’ Neri 62’ Hagi |